# Jānis Krūmiņš
Jānis Krūmiņš (30. ledna 1930 Raiskuma pagasts – 20. listopadu 1994 Riga) byl sovětský basketbalista lotyšské národnosti. Hrál na pozici pivotmana, kde využil svoji výšku 218 cm. Byl známý tím, že vzhledem ke své enormní výšce házel míč při trestných hodech spodem. Zvítězil v anketě o nejlepšího lotyšského basketbalistu dvacátého století.
Do třiadvaceti let pracoval jako lesní dělník, k basketbalu ho přivedl Alexandr Gomelskij, trenér ASK Riga. S tímto klubem Krūmiņš třikrát vyhrál sovětskou ligu (1955, 1957, 1958) a třikrát Pohár mistrů evropských zemí (1958, 1959, 1960, ve všech třech případech byl také nejlepším střelcem), s výběrem Lotyšské sovětské socialistické republiky vyhrál v roce 1956 Spartakiádu národů SSSR. Se sovětskou reprezentací vyhrál v letech 1959, 1961 a 1963 mistrovství Evropy v basketbalu mužů, na olympijských hrách získal v letech 1956, 1960 i 1964 stříbrnou medaili.
Po ukončení hráčské kariéry se stal kovotepcem, spolupracoval se svojí manželkou Inessou, která byla sochařkou.